# Iyayi Atiemwen
Iyayi Believe Atiemwen (ur. 24 stycznia 1996 w Ogbe) – nigeryjski piłkarz, występujący na pozycji pomocnika w chorwackim klubie Dinamo Zagrzeb.

## Kariera

### Młodość i tureckie kluby

#### Początek kariery seniorskiej
Jest wychowankiem nigeryjskiego klubu Bendel Insurance FC, skąd trafił do tureckiego drugoligowego klubu Kayseri Erciyesspor. Grał w nim w trykocie z numerem 69. W nowej drużynie zadebiutował 17 kwietnia 2016 w przegranym 1:3 meczu 30. kolejki z Şanlıurfasporem. Zmienił on w 77 minucie Taylana Antalyalıego. Pierwszego gola dla Niebieskich Smoków strzelił w następnej kolejce, 23 kwietnia tego samego roku, otwierając, już w pierwszej minucie, wynik przegranego 4:2 meczu z Altınordu SK. W tym meczu wyszedł również po raz pierwszy w pierwszym składzie. Łącznie w klubie z Kayseri rozegrał 5 spotkań i zdobył 2 bramki, szybko zwracając uwagę drużyn z pierwszego poziomu rozgrywkowego.

#### Nieudany pobyt w Çaykur Rizespor
Świetna postawa podczas występów zaowocowała przenosinami do, grającego ligę wyżej, Çaykur Rizesporu. W klubie z miasta znanego z produkcji czarnej herbaty, występował z numerem 24. Zadebiutował 11 września 2016, w wygranym 1:0 meczu 3. kolejki sezonu 2016/2017, z Akhisarem Belediyespor. W meczu tym zdobył również pierwszą bramkę. Po świetnym meczu grał coraz mniej, a do tego doznał kontuzji, która wykluczyła go z gry. Po jej wyleczeniu nie mógł odzyskać miejsca w składzie, zdecydował się więc na wypożyczenie. Çaykur wypożyczył go na jedną rundę do klubu z którym debiutował przed turecką publicznością, a więc do Şanlıurfasporu. W klubie z południa Turcji również występował z koszulką oznaczoną numerem 24. Zadebiutował 19 stycznia 2017 w wygranym 0:2 meczu Pucharu Turcji z Kırklarelisporem, wychodząc w podstawowym składzie, a premierową bramkę zdobył 19 kwietnia 2017, w wygranym 2:4 meczu 28. kolejki drugiej ligi tureckiej, z Denizlisporem, strzelając czwartą i zarazem ostatnią bramkę dla Şanlıurfasporu. Po zakończonej rundzie wiosennej wrócił do Rizesporu. 
W sezonie 2016/17 Çaykur spadł z ligi i zdecydował się na ponowne wypożyczenie Atiemwena. Tym razem zawodnik trafił do Manisasporu. W tym klubie również występował z liczbą 24 na koszulce. Zadebiutował 12 sierpnia 2017, w meczu 1. kolejki TFF 1. Lig, w przegranym 4:1 spotkaniu ze swoim macierzystym klubem. Jako pierwszy zawodnik w tym meczu został ukarany żółtym kartonikiem. Dla Tarzanlar rozegrał łącznie 16 meczów i strzelił 1 gola. 
Cały okres w Çaykurze Rizespor okazał się dla Atiemwena rozczarowaniem i zawodnik zdecydował się rozwiązać kontrakt. 

### Przeprowadzka do Chorwacji

#### HNK Gorica
W lutym 2018 przebywał na testach w chorwackim klubie grającym w 1. HNL NK Osijek, jednak ostatecznie podpisał kontrakt z grającym ligę niżej klubem HNK Gorica. Zadebiutował 10 marca 2018, zmieniając w 73. minucie Antonio Krsnika, podczas wygranego 3:0 meczu 20. kolejki 2. HNL, z rezerwami Hajduka Split. Pierwszego gola dla nowego klubu strzelił dwa tygodnie później, 24 marca 2018, w wygranym 2:0 meczu z NK Lučko. Byki z nim w składzie zdołały wykręcić wysoką średnią punktową na poziomie 2,31 na mecz, dzięki czemu awansował z klubem na pierwszy szczebel rozgrywkowy w Chorwacji. 
W nowym sezonie Goriczanie okazali się sensacją ligi, kończąc rozgrywki na 5. miejscu, tracąc jedynie 3 punkty do czwartego miejsca, które dałoby awans do eliminacji Ligi Europy (miejsce to zajął Hajduk Split). Jednym z kluczowych zawodników okazał się Atiemwen, który zaliczył prawdziwe "wejście smoka" do chorwackiej ekstraklasy, w 17 występach zdobywając 7 bramek i zaliczając 4 asysty. W plebiscycie na zawodnika roku 2018 w lidze zajął 3. miejsce. Te sukcesy przełożyły się na najdroższy transfer odchodzący w historii Goricy (nieoficjalnie do 3 milionów euro). W zespole z Velikiej Goricy grał z numerami 31, 28 oraz 20.

#### Dinamo Zagrzeb
Pod koniec stycznia 2019 związał się 5-letnią umową z Dinamem Zagrzeb. W stołecznym klubie gra z numerem 20. W nowym klubie zadebiutował 2 lutego 2019, zmieniając w 65. minucie Arijana Ademiego, podczas domowego, wygranego 7:2 spotkania 19. kolejki, z NK Rudeš. Pierwszą bramkę dla zagrzebskiego klubu strzelił 24 lutego 2019, w domowym, wygranym 3:0 meczu 22. kolejki z NK Osijek. Razem z klubem zdobył mistrzostwo Chorwacji oraz został finalistą krajowego pucharu.

#### Lokomotiva Zagrzeb
W lutym 2020 został wypożyczony do końca sezonu, do Lokomotivy Zagrzeb. Z Lokomotivą zdobył tytuł wicemistrza Chorwacji. Co ciekawe, dzięki rozegraniu wystarczającej liczby spotkań w Dinamo, równocześnie został mistrzem Chorwacji. 

## Statystyki
Aktualne na dzień 12 sierpnia 2020
| Klub                      | Sezon              | Liga               | Liga    | Liga   | Puchary krajowe | Puchary krajowe | Puchary kontynentalne | Puchary kontynentalne | Inne    | Inne   | Łącznie | Łącznie |
| Klub                      | Sezon              | Rozgrywki          | Występy | Bramki | Występy         | Bramki          | Występy               | Bramki                | Występy | Bramki | Występy | Bramki  |
| ------------------------- | ------------------ | ------------------ | ------- | ------ | --------------- | --------------- | --------------------- | --------------------- | ------- | ------ | ------- | ------- |
| Kayseri Erciyesspor       | 2015/2016          | TFF 1. Lig         | 5       | 2      | 0               | 0               | –                     | –                     | –       | –      | 5       | 2       |
| Çaykur Rizespor           | 2016/2017          | Süper Lig          | 4       | 1      | 3               | 1               | –                     | –                     | –       | –      | 7       | 2       |
| Şanlıurfaspor (wyp.)      | 2016/2017          | TFF 1. Lig         | 8       | 1      | 2               | 0               | –                     | –                     | –       | –      | 10      | 1       |
| Manisaspor (wyp.)         | 2017/2018          | TFF 1. Lig         | 14      | 1      | 2               | 0               | –                     | –                     | –       | –      | 16      | 1       |
| HNK Gorica                | 2017/2018          | 2. HNL             | 13      | 5      | 0               | 0               | –                     | –                     | –       | –      | 13      | 5       |
| HNK Gorica                | 2018/2019          | 1. HNL             | 17      | 7      | 0               | 0               | –                     | –                     | –       | –      | 17      | 7       |
| HNK Gorica                | Łącznie            | Łącznie            | 30      | 12     | 0               | 0               | –                     | –                     | –       | –      | 37      | 13      |
| Dinamo Zagrzeb            | 2018/2019          | 1. HNL             | 11      | 1      | 1               | 0               | 2                     | 0                     | –       | –      | 14      | 1       |
| Dinamo Zagrzeb            | 2019/2020          | 1. HNL             | 11      | 3      | 1               | 1               | 3                     | 0                     | –       | –      | 15      | 4       |
| Lokomotiva Zagrzeb (wyp.) | 2019/2020          | 1. HNL             | 10      | 1      | 1               | 0               | –                     | –                     | –       | –      | 11      | 1       |
| Dinamo Zagrzeb            | 2020/2021          | 1. HNL             |         |        |                 |                 |                       |                       | –       | –      |         |         |
| Dinamo Zagrzeb            | Łącznie            | Łącznie            | 22      | 4      | 2               | 1               | 5                     | 0                     | –       | –      | 29      | 5       |
| Łącznie w karierze        | Łącznie w karierze | Łącznie w karierze | 93      | 22     | 10              | 2               | 5                     | 0                     | –       | –      | 108     | 24      |

## Sukcesy

### Klubowe
HNK Gorica
- Mistrzostwo 2. HNL (1×): 2017/2018

Dinamo Zagrzeb
- Mistrzostwo Chorwacji (2×): 2018/2019, 2019/2020
- Finalista Pucharu Chorwacji (1×): 2018/2019

Lokomotiva Zagrzeb
- Wicemistrzostwo Chorwacji (1×): 2019/2020